# Le Cercle d'or
Le Cercle d'or (ou De gouden cirkel en néerlandais) est le quarante-huitième album de la série de bande dessinée Bob et Bobette. Il porte le numéro 118 de la série actuelle.
Il a été écrit par Willy Vandersteen et publié dans De Standaard et Het Nieuwsblad du 4 janvier 1960 au 11 mai 1960.

## Personnages principaux
- Bob
- Bobette
- Lambique
- Tante Sidonie
- Jérôme
- Professeur Barabas
- Bonflair et Durbec

## Lieux de l'histoire
- Schiphol
- Aéroport de Keflavik
- Belgique
- Groenland
- Alaska
- Aéroport Haneda à Tokyo
- Tour de Tokyo
- maison geisha
- Aéroport Tai Pal, Manille (Philippines)
- Taal Vista Lodge
- Hong Kong, aéroport international Kai Tak
- baie d'Aberdeen
- Bangkok
- Menam
- Calcutta
- Bénarès sur le Gange
- Le Caire

## Anecdotes
- L'intrigue a été inspirée par un voyage autour du monde que Vandersteen avait fait en compagnie de Maria Rosseels .
- Bonflair et Durbec font leurs débuts dans cet album .
- Le nom "Rabingore" est inspiré du poète, romancier et dramaturge indien " Rabin dranath Ta gore ".

## Sources, notes et/ou référence
- (nl) Cet article est partiellement ou en totalité issu de l’article de Wikipédia en néerlandais intitulé « De gouden cirkel » (voir la liste des auteurs).